# Berkeley (California)
Berkeley es una ciudad situada en el condado de Alameda, en el estado de California (Estados Unidos). Tiene una población estimada, a mediados de 2022, de 118 950 habitantes.
Está ubicada en la bahía de San Francisco, junto a Oakland y frente a la ciudad de San Francisco.
Es famosa por su universidad, la Universidad de California, Berkeley, que es reconocida como una de las mejores del mundo. Se llama «Berkeley» en memoria del filósofo irlandés George Berkeley.

## Demografía
Según el censo de 2020, en ese momento la ciudad tenía una población de 124 321 habitantes. La densidad de población era de 4602.78 hab./km². Había 52 331 viviendas, lo que representaba una densidad de 1937/km².
| Raza                   | Núm.    | Porc.   |
| ---------------------- | ------- | ------- |
| Blancos                | 66 267  | 53.30%  |
| Afroamericanos         | 9812    | 7.89%   |
| Amerindios             | 653     | 0.53%   |
| Asiáticos              | 24 896  | 20.03%  |
| Isleños del Pacífico   | 265     | 0.21%   |
| De otras razas         | 7848    | 6.31%   |
| De una mezcla de razas | 14 580  | 11.73%  |
| Total                  | 124 321 | 100.00% |

Del total de la población, el 13.69% eran hispanos de cualquier raza.
| 103,044                    | 103,824 | 103,159 | 101,893 | 101,307 | 100,744 | 124,321 |
| (Fuente: [cita requerida]) |         |         |         |         |         |         |

## Cultura

### Música
En esta ciudad se formaron las grandes bandas de punk rock Green Day, NOFX y Rancid y nacieron los hermanos John y Tom Fogerty, fundadores de la banda de rock clásico Creedence Clearwater Revival. También nacieron aquí Billie Joe Armstrong y Mike Dirnt, fundadores de la banda Green Day, y se formó aquí la banda de comedia hip hop The Lonely Island.

## Personas destacadas
- Alexander Shulgin (1925-2014): Bioquímico, farmacólogo, químico, escritor y farmacéutico
- Ursula K. Le Guin (1929-2018): escritora.
- Billie Joe Armstrong (1972-): cantante, músico, compositor y guitarrista.
- Mike Dirnt (1972-): músico, compositor y bajista.
- Ben Affleck (1972-): actor, guionista y director de cine.
- John Fogerty (1945-): músico, cantante, compositor y guitarrista.
- Melissa Sue Anderson (1962-): actriz
- Lil B (1989-): rapero.